# Sokushinbutsu
Sokushinbutsu (即身仏) são um tipo de múmia budista. O termo se refere às práticas ascéticas de monges budistas, que entram em um processo de mumificação ainda vivos até a morte. Eles são registrados em vários países de maioria budista.

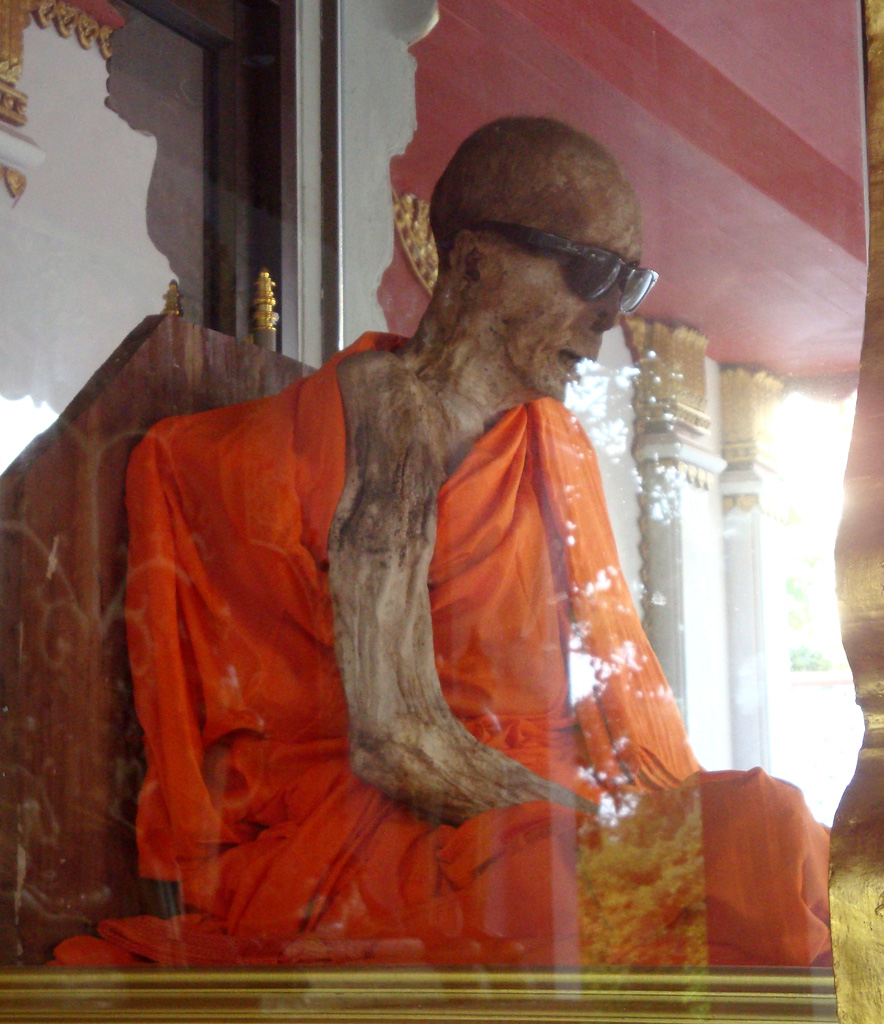
O corpo do monge budista tailandês Luang Pho Daeng em Wat Khunaram, Ko Samui, Tailândia

Acredita-se que muitas centenas de monges tentaram completar esse processo, mas apenas 24 casos dessas mumificações foram descobertos até hoje. Há uma sugestão comum de que o fundador da escola budista shingon, Kukai, trouxe essa prática da China Tang como parte das práticas tântricas secretas que ele aprendeu lá.

## Origem

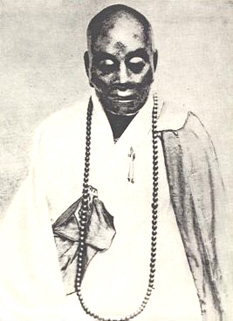
Sokushinbutsu (múmia) de Huineng, em Shaoguan, Guangdong, China

Existe pelo menos um cadáver "automumificado" de 550 anos: o de um monge budista chamado Sangha Tenzin em uma região do norte do Himalaia, na Índia, visível em um templo na vila de Gue, Spiti, Himachal Pradesh. Esta múmia foi redescoberta em 1975, quando a antiga estupa que a preservava desabou. Estima-se que ela seja do século XIV, bem depois que o domínio islâmico chegou à Índia e o budismo praticamente desapareceu. O monge provavelmente era um praticante tibetano de dzogchen e múmias semelhantes foram encontradas no Tibete e no leste da Ásia. A preservação da múmia por pelo menos 5 séculos foi possível devido à aridez da área e ao clima frio.
De acordo com Paul Williams, as práticas ascéticas Sokushinbutsu de Shugendō provavelmente foram inspiradas por Kūkai - o fundador do budismo shingon, que terminou sua vida reduzindo e interrompendo a ingestão de comida e água, enquanto continuava a meditar e cantar mantras budistas. Práticas ascéticas de automumificação também são registradas na China, mas lá estão associadas à tradição Ch'an (zen budismo). Práticas ascéticas alternativas e semelhantes ao Sokushinbutsu também são conhecidas, como a prática pública de autoimolação na China, como a do Templo Fayu em 396 e muitas outras nos séculos que se seguiram. Isso foi considerado como evidência de um bodisatva renunciante.

## Japão
Uma versão montanhosa do budismo chamada shugendō surgiu no Japão através de um sincretismo entre vajrayana, xintoísmo e taoísmo no século VII, que enfatizava as práticas ascéticas. Esta tradição continuou durante o período Edo. Uma de suas práticas ascéticas era o Sokushinbutsu (ou Sokushin jobutsu), conotando as austeridades das montanhas para atingir a natureza de Buda em seu corpo. Esta prática foi aperfeiçoada ao longo do tempo, particularmente na região das Três Montanhas de Dewa, no Japão, que são as montanhas Haguro, Gassan e Yudono. Essas montanhas permanecem sagradas na tradição shugendō até hoje e as austeridades ascéticas continuam a ser realizadas nos vales e cordilheiras desta área.
No Japão medieval, essa tradição desenvolveu um processo para a realização do Sokushinbutsu, em que um monge o completava em cerca de 3.000 dias. Envolvia uma dieta rigorosa chamada mokujiki (literalmente, "comer uma árvore"). A dieta abstinha-se de quaisquer cereais e baseava-se em agulhas de pinheiro, resinas e sementes encontradas nas montanhas, que eliminavam toda a gordura do corpo. O aumento das taxas de jejum e meditação levaria à fome. Os monges também reduziam lentamente e depois paravam a ingestão de líquidos, desidratando o corpo e encolhendo todos os órgãos. No final do processo, os monges morreriam em estado de jhana (meditação) enquanto cantavam o nenbutsu (um mantra sobre Buda) e seu corpo seria preservado naturalmente como uma múmia com pele e dentes intactos, sem deterioração e sem a necessidade de conservantes artificiais. Muitas múmias budistas de Sokushinbutsu foram encontradas no norte do Japão e estima-se que tenham séculos de idade, enquanto textos sugerem que centenas desses casos estão enterrados nas estupas e montanhas japonesas. Essas múmias eram reverenciadas e veneradas pelos leigos do budismo.
Um dos altares no templo Honmyo-ji da província de Yamagata continua a preservar uma das mais antigas múmias—a do asceta sokushinbutsu chamado Honmyōkai. Este processo de automumificação foi praticado principalmente em Yamagata, no norte do Japão, entre os séculos XI e XIX, por membros da escola japonesa de budismo vajrayana chamada shingon ("Palavra Verdadeira"). Os praticantes de sokushinbutsu não viam esta prática como um ato de suicídio, mas sim como uma forma adicional de iluminação espiritual.
O imperador Meiji proibiu essa prática em 1879, e o suicídio assistido — incluindo o suicídio religioso — agora é ilegal.

## Na cultura popular
A prática foi satirizada na história "O destino que durou duas vidas" de Ueda Akinari, na qual um monge foi encontrado séculos depois e ressuscitado. A história aparece na coleção Harusame Monogatari.
A prática também é amplamente referenciada no romance de 2017 do autor japonês Haruki Murakami, Killing Commendatore.
Na série InuYasha de Rumiko Takahashi, um sacerdote chamado Hakushin era uma “múmia viva” que se sacrificou via sokushinbutsu para salvar as pessoas que servia.
No videogame The Legend of Zelda: Breath of the Wild, os monges nos Santuários Antigos parecem ter sido inspirados no sokushinbutsu.
No videogame Sekiro: Shadows Die Twice, os monges inimigos também são baseados no conceito de sokushinbutsu. Na série de videogames Shin Megami Tensei, o inimigo recorrente Daisoujou é baseado em sokushinbutsu.